# Calcivertellidae
Calcivertellidae es una familia de foraminíferos bentónicos de la superfamilia Nubecularioidea, del suborden Miliolina y del orden Miliolida. Su rango cronoestratigráfico abarca desde el Serpukhoviense (Carbonífero inferior) hasta el Changhsingiense (Pérmico superior).

## Discusión
Clasificaciones previas incluían los taxones de Calcivertellidae en la familia Cornuspiridae de la superfamilia Cornuspiroidea.

## Clasificación
Calcivertellidae incluye a las siguientes subfamilia y géneros:
- Subfamilia Calcivertellinae
  - Apterrinella †
  - Calcitornella †
  - Calcivertella †
  - Carixia †
  - Hedraites †
  - Planiinvoluta †
  - Plummerinella †
  - Ramovsia †
  - Trepeilopsis †

Otros géneros considerados en Calcivertellidae son:
- Dorudia †, aceptado como Ramovsia
- Orthovertella †
- Palaeonubecularia †
- Pseudovermiporella †
- Volvotextularia †, aceptado como Trepeilopsis